# Tierra Colorada, Coicoyán de las Flores
Tierra Colorada är en ort i Mexiko.   Den ligger i kommunen Coicoyán de las Flores och delstaten Oaxaca, i den sydöstra delen av landet, 270 km söder om huvudstaden Mexico City. Tierra Colorada ligger 1 203 meter över havet och antalet invånare är 958.
Terrängen runt Tierra Colorada är kuperad österut, men västerut är den bergig. Terrängen runt Tierra Colorada sluttar söderut. Runt Tierra Colorada är det ganska glesbefolkat, med 35 invånare per kvadratkilometer. Närmaste större samhälle är El Jicaral, 3,0 km söder om Tierra Colorada. I omgivningarna runt Tierra Colorada växer huvudsakligen savannskog.